# Grzanki

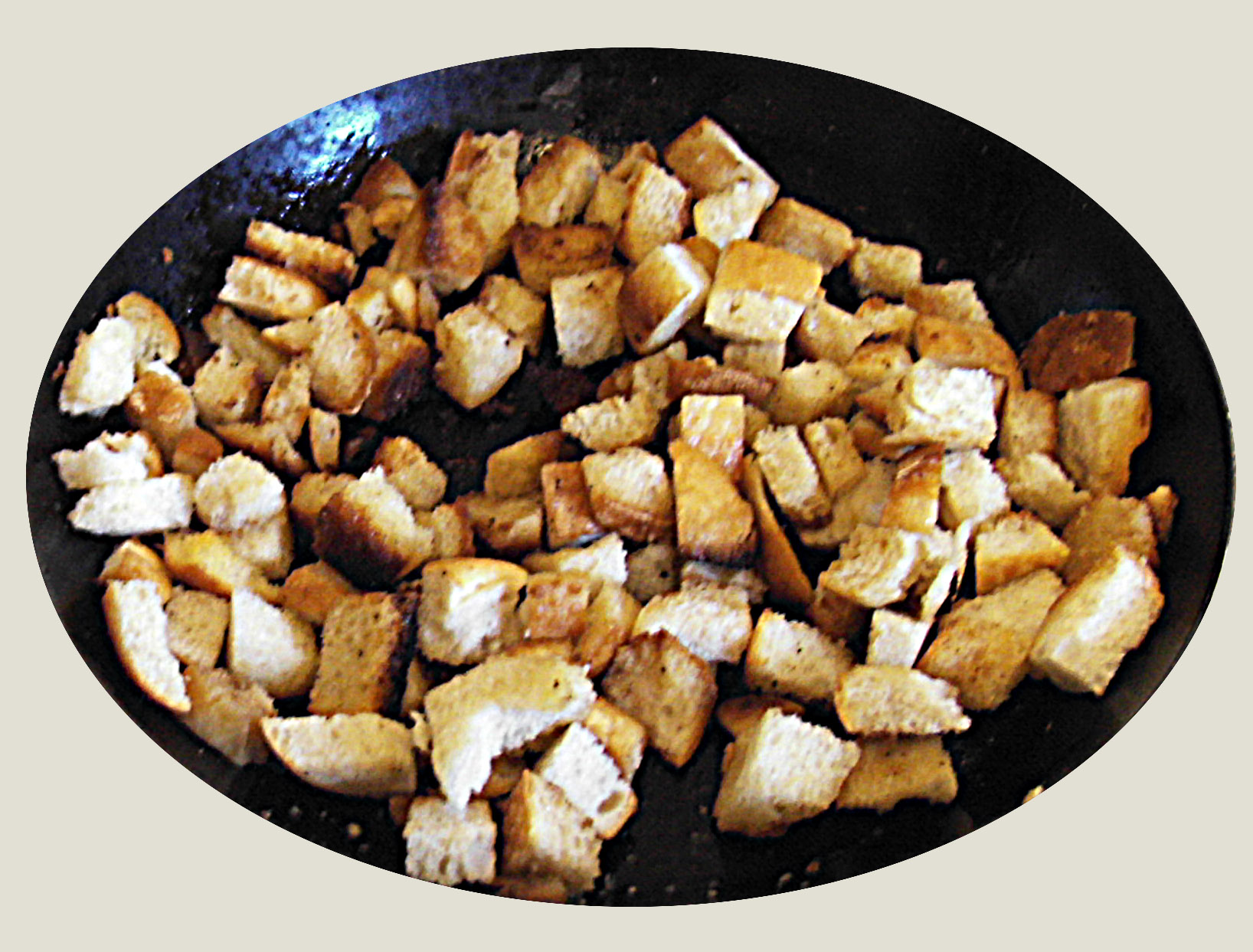
Grzanki do zup

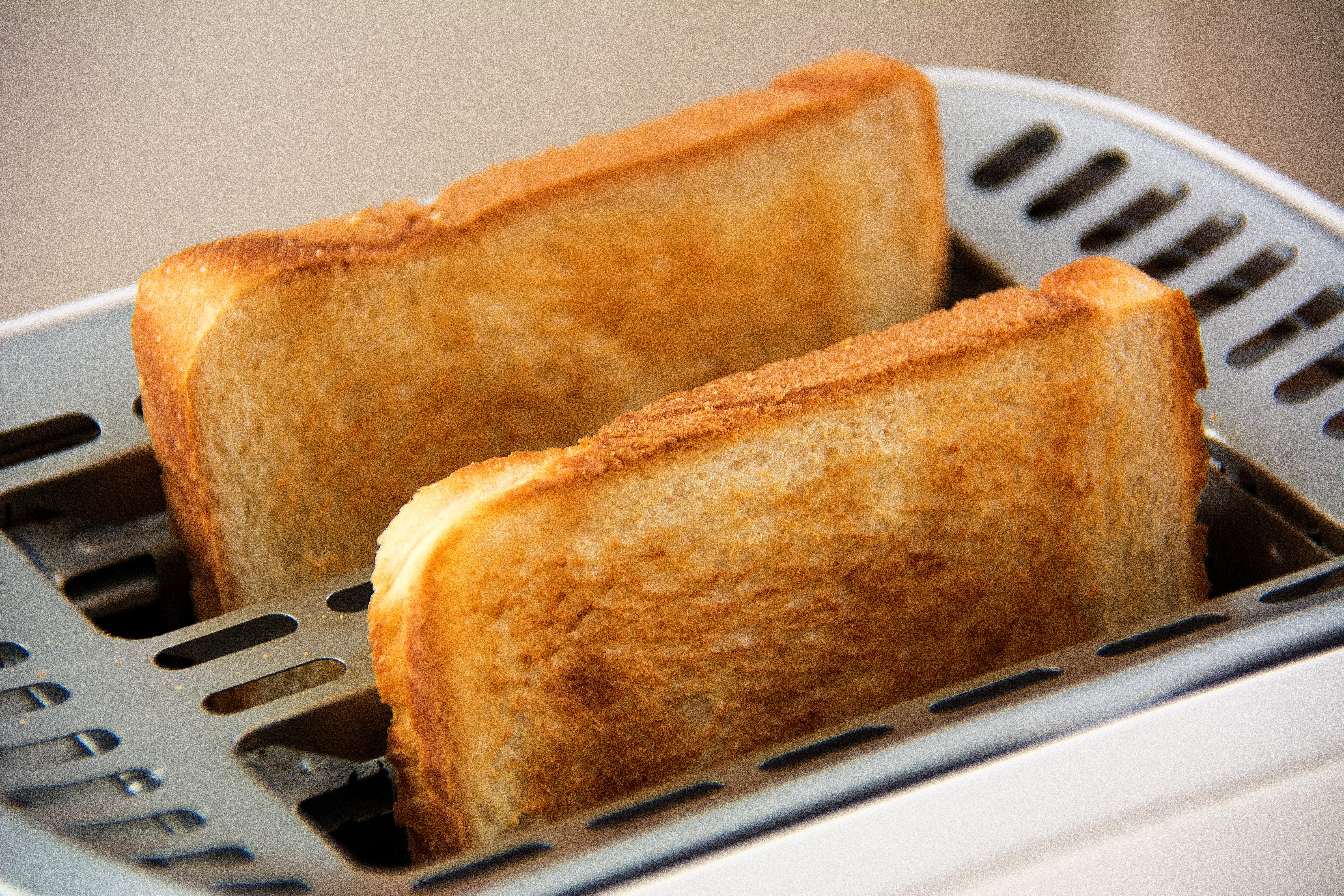
Grzanki z pieczywa tostowego opieczonego w tosterze

Grzanki – kawałki pieczywa podpieczone z obu stron w specjalnym opiekaczu (np. tosterze), w piekarniku lub na patelni. Popularną odmianą grzanek są tosty.
Podpieczone kromki mogą być podawane na wzór deserów lub kanapek: posmarowane masłem (ew. posmarowane tłuszczem przed podpieczeniem), na słodko (z miodem, dżemem, powidłami, owocami) albo też na słono (z czosnkiem, wędliną, żółtym serem, warzywami itd.).

## Grzanki do zup i sałatek
Drobne grzanki wykorzystywane są jako dodatek do zup. Pieczywo kroi się w niewielką kostkę (np. o boku 1 cm), cienkie paseczki lub inne dowolne, ale jednakowe kształty, obtacza w roztopionym tłuszczu i smaży na patelni lub lekko przyrumienia i suszy w piekarniku. W zależności od potrzeb skórkę na pieczywie pozostawia się lub odkrawa przed przyrządzeniem grzanek.
Do zup kremów oraz zup czystych podaje się grzanki przyrządzone z bułki lub chleba.
Grzanki do zupy mlecznej, zup owocowych przygotowuje się z bułki lub czerstwego pieczywa cukierniczego (np. z rogalików, chałki, biszkoptu). Kostki pieczywa cukierniczego można przed upieczeniem skropić mlekiem i posypać cukrem. Zamiast słodkiego pieczywa można wykorzystać bułki lub chleb, które po pokrojeniu w kostkę należy namoczyć w śmietance. Namoczone w ten sposób kostki przed upieczeniem lub tuż przed podaniem posypuje się cukrem.
Przykładem sałatki z grzankami jest cezar.
Grzanki do zup i sałatek nazywane są krutonami (z fr. croûton). W literaturze spotyka się zawężenie definicji krutonów do drobnych (ok. pół cala) grzanek z czerstwego chleba bez skórki, wysuszonych i przyrumienionych w piecu bez użycia tłuszczu.